# Madagaskarnattskärra
Madagaskarnattskärra (Caprimulgus madagascariensis) är en fågel i familjen nattskärror.

## Utbredning och systematik
Madagaskarnattskärra delas in i två underarter:
- Caprimulgus madagascariensis aldabrensis – förekommer på Aldabra
- Caprimulgus madagascariensis madagascariensis – förekommer på Madagaskar och Nosy Boraha

## Status
Arten har ett stort utbredningsområde och beståndet anses stabilt. Internationella naturvårdsunionen IUCN listar den därför som livskraftig (LC).